# August Rackow
August Rackow (* 17. September 1842 in Booßen bei Frankfurt/Oder; † 13. März 1925 in Berlin) war der Gründer der Rackow-Schulen und gilt als einer der Begründer der Erwachsenenbildung.

## Leben
August Rackow nahm 22-/24-jährig an den Preußischen Kriegen von 1864 und 1866 teil und wurde 1866 schwer verwundet. Er wurde Kalligraph und erlernte und lehrte Schönschrift. Er heiratete zweimal: 1. 1869 in Berlin Anna Meistring (1845–1879), 2. Valeska (Valesca) Breitkopf (1857–1937). Er hatte sechs Kinder.

## Gründung der Rackow-Schulen
1867 eröffnete Rackow die „Akademie für Kalligraphie und Handelswissenschaft“. Hier bot er Klassenunterricht für Erwachsene in zahlreichen kaufmännischen Fächern an.
Zwischen 1890 und 1911 wurden in seiner Nachfolge von seinen Söhnen und Töchtern insgesamt 13 Rackow-Schulen gegründet, davon drei in Berlin, zwei in Dresden und je eine in Frankfurt am Main, Hamburg, Hannover, Bremen, Köln (hier: Rohloff-Schule, 1895 gegründet durch Margarete Rackow und ihren Mann Albert Rohloff), Leipzig, Magdeburg und Stettin. Die Rackow-Schule war über mehrere Jahrzehnte die größte Privatschule Deutschlands.
Bereits ab 1871, fortgeführt auch im und nach dem Ersten und Zweiten Weltkrieg, boten die Schulen kostenlosen Unterricht für Kriegsversehrte mit dem Ziel der Wiedereingliederung ins Berufsleben an (Linksschreiben, Maschinenschreiben für Einarmige etc.).
Von 1906 bis etwa 1943 veröffentlicht ein eigener Verlag (Lehrmittelverlag von Rackows Handelsakademien, Berlin) Lehrmittel für die Schulen (Rackows Leitfaden für Buchführung, Handelskorrespondenz, kaufmännisches Rechnen etc.)
In der Zeit des Nationalsozialismus verliert die Familie das eigene Schulhaus in der Berliner Wilhelmstraße. Der Schulbetrieb kann an den meisten Standorten mithilfe der Lehrer und der Ehefrauen der Schulleiter aufrechterhalten werden. 1943/44 werden dann nahezu alle Rackow-Schulen wegen der Zerstörung ihrer Unterrichtsräume und deren Ausstattung geschlossen.
In Hamburg, Köln, Berlin und Dresden werden die Schulen unter schwierigsten Bedingungen aber bereits kurz nach Ende des Krieges, ab 1946, weitergeführt – inzwischen meist durch die Enkelgeneration August Rackows. Werner Rakow baut nicht nur den Schulbetrieb in Berlin wieder auf, sondern gründet gemeinsam mit seiner Frau Hilde in den 1950er Jahren auch Rackow-Schulen in Frankfurt a. M. und Wetzlar.
Die Schule ist bis heute die älteste private noch existierende Wirtschafts- und Handelsschule in Deutschland.

## Die Rackow-Schulen heute
Seit dem Jahr 2004 werden die Rackow-Schulen durch den Vorstand bzw. die Geschäftsführer Dennis Rabensdorf und Tim Balzer geführt. Heute werden an den beiden noch existierenden Standorten in Berlin und in Frankfurt am Main rund 750 Ersatzschüler und 50 Umschüler von 120 Dozenten und Lehrern unterrichtet.
An den beiden Standorten bieten die Rackow-Schulen eine Vielzahl von Angeboten. Je nach vorliegendem Abschluss können die Schüler hier ihre Schullaufbahn fortsetzen und zwischen verschiedenen Schwerpunkten wie Sozialwesen, Gesundheit, Wirtschaft und Gestaltung wählen. Die Rackow-Schulen bilden dabei ein ähnliches Portfolio wie die staatlichen Oberstufenzentren oder Sekundarschulen mit Fokus auf beruflichen Komponenten ab. Abschlüsse können von dem Mittleren Schulabschluss, über die allgemeine Fachhochschulreife bis hin zur allgemeinen Hochschulreife absolviert werden.
Zusätzlich bietet das Angebot schulischer Ausbildungen eine sinnvolle Kombination von Schul- und Berufsabschluss. Im Bereich der Erwachsenenbildung können sich die Teilnehmer zur/zum Steuerfachangestellten umschulen lassen.